# Emília Biancardi
Emília Biancardi Ferreira (Salvador, 08 de abril de 1941) é folclorista, etnomusicóloga, professora, compositora, escritora, colecionadora e pesquisadora da música folclórica brasileira, é especialista nas manifestações tradicionais da Bahia. Tem mais de 40 anos de atividade.
É fundadora do grupo folclórico Viva Bahia.

## Obras
- 1968 - Lindro Amo;
- 1969 - Cantorias da Bahia
- 1970 - Viva Bahia Canta
- 1983 - Dança da Peiga
- 1990 - Olelê Maculelê
- 2001 - Raízes Musicais da Bahia

## Discografia
- Viva Bahia nº. 1
- Viva Bahia nº. 2
- Folclore Rural